# Fritch (Texas)
Fritch é uma cidade localizada no estado norte-americano de Texas, no Condado de Hutchinson e Condado de Moore.

## Demografia
Segundo o censo norte-americano de 2000, a sua população era de 2235 habitantes.
Em 2006, foi estimada uma população de 2084, um decréscimo de 151 (-6.8%).

## Geografia
De acordo com o United States Census Bureau tem uma área de
3,1 km², dos quais 3,1 km² cobertos por terra e 0,0 km² cobertos por água.

## Localidades na vizinhança
O diagrama seguinte representa as localidades num raio de 40 km ao redor de Fritch.